# Вроджений есперантист
Вроджений есперантист або есперантист від народження (есп. denaskulo або denaskaj esperantistoj) — есперантист, для кого мова есперанто є рідною. Вроджені есперантисти народжуються в сім'ях, де есперанто використовують для спілкування. Часто вибір вживати есперанто на час виховування дітей пояснюють тим, що батьки добре розуміються мовою есперанто, але не знають національні мови одне одного і хочуть, аби діти рівною мірою розуміли їх обох. 
Другою, але основною мовою дитини стає мова тієї країни, де оселилися батьки, а з часом, можливо, й інша з їхніх мов.
Часто батьки вроджених есперантистів знайомляться на міжнародних зустрічах есперантистів і вважають за потрібне надалі їх відвідувати з дітьми. Тому на час проведення Всесвітнього конгресу есперантистів проходить Всесвітній дитячий конгрес есперанто.

## Відомі есперантисти від народження
- Джордж Сорос
- Данієле Бове
- Петр Гінц
- Кім Ян Генріксен
- Іно Кольбе[en]